# Віршайд
Віршайд (нім. Wirscheid) — громада в Німеччині, розташована в землі Рейнланд-Пфальц. Входить до складу району Вестервальд. Складова частина об'єднання громад Рансбах-Баумбах.
Площа — 2,68 км2. Населення становить 341 ос. (станом на 31 грудня 2020).